# Listă de scriitori srilankezi
Aceasta este o listă de scriitori srilankezi.
Cuprins: Început - 0–9 A B C D E F G H I J K L M N O P Q R S T U V W X Y Z

## A
- Karunaratne Abeysekera
- Gunadasa Amarasekara
- Jean Arasanayagam
- Arisen Ahubudu
- M. H. M. Ashraff

## B
- Chandrarathna Bandara

## F
- Basil Fernando

## G
- Siri Gunasinghe

## I
- Eric Illayapparachchi

## J
- Marcelline Jayakody

## K
- Piyasena Kahandagamage
- Sirilal Kodikara
- Parakrama Kodituwakku
- Wimalaratne Kumaragama

## L
Lakdhas Wikkrama Sinha

## M
- S. Mahinda
- Carl Muller
- Kumaratunga Munidasa

## N
- Gajaman Nona

## P
- Vicumpriya Perera
- Eelattu Poothanthevanar

## S
- Ediriweera Sarachchandra
- Mahagama Sekera
- G. B. Senanayake
- Pahan Silu
- Lakdhas Wikkrama Sinha
- Regi Siriwardena
- Richard Lionel Spittel

## V
- Vivimarie Vanderpoorten

## W
- Asoka Weerasinghe
- Nissanka Wijeyeratne